# Plamen Kračunov

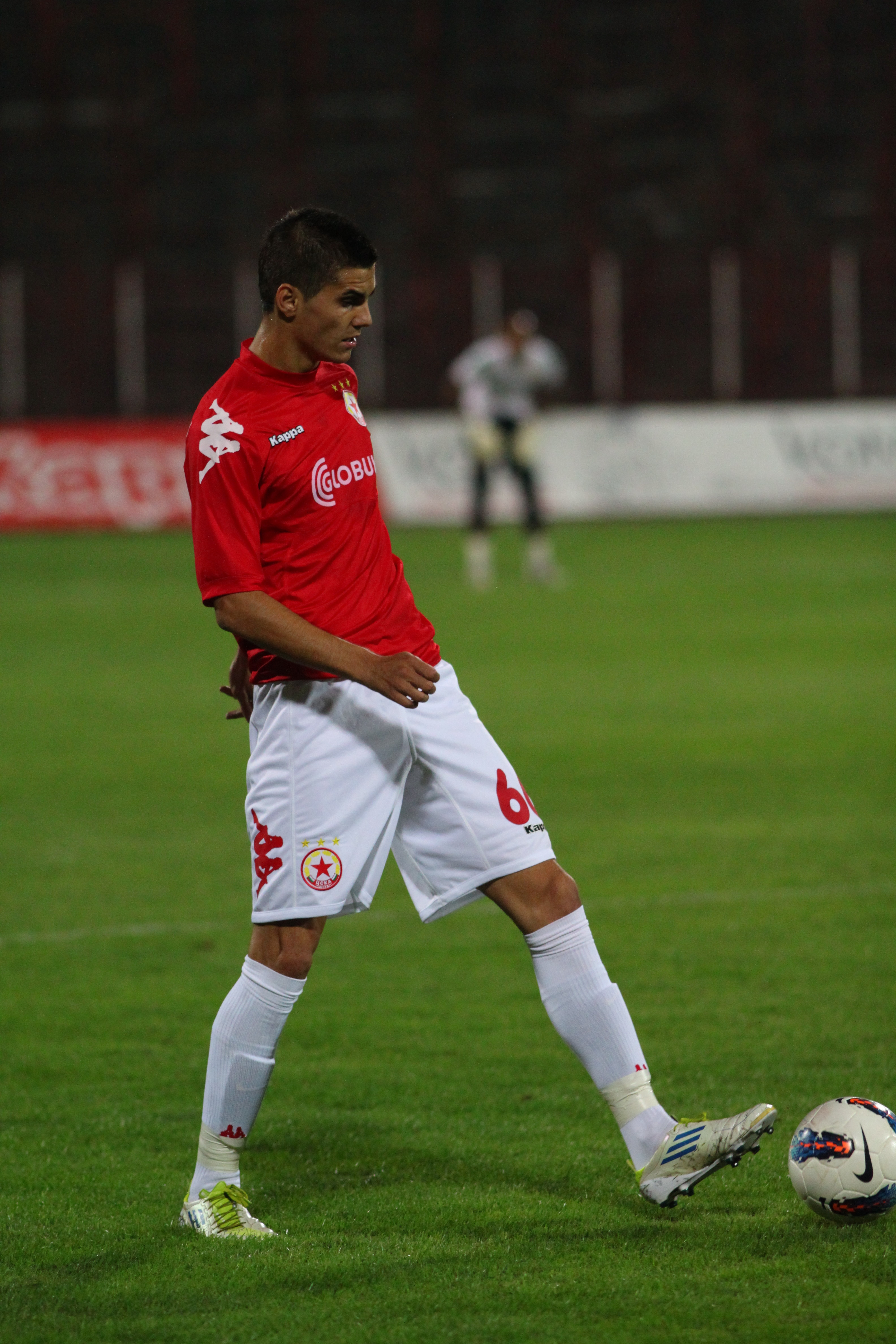
Plamen Kračunov (2011)

Plamen Kračunov (bulharsky Пламен Крачунов, * 11. ledna 1989, Plovdiv, Bulharsko) je bulharský fotbalový obránce, který působí od srpna 2015 v bulharském klubu PFK Slavia Sofia. Hraje na pozici stopera (středního obránce).

## Klubová kariéra
- PFK Marica Plovdiv (mládež)
- PFK Marica Plovdiv 2007–2010
- PFK Lokomotiv Plovdiv 2010–2011[2]
- PFK CSKA Sofia 2011–2013[2]
- PFK Lokomotiv Plovdiv 2013
- PFK CSKA Sofia 2014–2015
- PFK Slavia Sofia 2015–[1]